# Monte Ekblaw
El monte Ekblaw (77°19′S 141°48′O / -77.317, -141.800) es una montaña, que mide 1235 m de alto y que se encuentra a 4,5 km al este del monte Van Valkenburg en el sector este de las montañas Clark en la Tierra de Marie Byrd, Antártida. Fue descubierto mediante vuelos de reconocimiento desde la Base Occidental del Servicio Antártico de Estados Unidos en 1940 y nombrado en honor de W.E. Ekblaw, profesor de geografía de la Universidad Clark y miembro de la Expedición terrestre Crocker al Ártico (1913–17).